# Sasunaga basiplaga
Sasunaga basiplaga är en fjärilsart som beskrevs av W. Warren 1912. Sasunaga basiplaga ingår i släktet Sasunaga och familjen nattflyn. Inga underarter finns listade.